# 30-й саммит G8
30-й саммит «Большой восьмёрки» (G8) — международная встреча, прошла в 2004 году на курорте Си-Айленд (Штат Джорджия, США) в Атлантике. Хозяином саммита стал президент Джордж Буш.

## Участники
В саммите приняли участие лидеры Великобритании, Италии, Канады, России, США, Франции, ФРГ и Японии.

## Программа и содержание дискуссий саммита
Вторник, 8 июня 2004
10.00 — Прибытие лидеров G8 в Hunter Air Base (приветствовал губернатор штата Джорджия), с последующим переходом на Си-Айленд на вертолёте
19.20 — Приветствие Президента Соединённых Штатов и миссис Буш — Неформальный ужин
 Среда, 9 июня 2004
9.00 — Прибытие лидеров G8 в клуб Beach, приветствовал президент Соединённых Штатов
С 10.00 до 12.00 — Рабочее заседание лидеров G8 — Экономика и торговля
13.00 — Рабочий обед с лидерами G8 и руководителями Большого Ближнего Востока и Северной Африки
14.50 — Семейное фото с лидерами G8 и Большого Ближнего Востока и Северной Африки
16.15 — Рабочее заседание лидеров G8 — Вопросы безопасности
19.45 — Семейное фото лидеров G8 (Ocean Forest Club)
20.00 — Рабочий обед с лидерами G8 — Региональные вопросы
Четверг, 10 июня 2004
10.15 — Заключительное рабочее заседание лидеров G8 — Разработка
11.55 — Семейное фото с лидерами G8 и африканских лидеров
12.10 — Рабочий обед с лидерами G8 и африканских лидеров
16.00 — Заключительная пресс-конференция с Президентом Соединённых Штатов Америки в Международном пресс-центре, Savannah

## Программа
Центральным документом саммита 2004 года стала программа Глобального партнёрства по нераспространению.
Идея соглашения была выдвинута на встрече в Канаде (28 саммит G8, Кананаскис, 2002). Оно предусматривает ассигнование 20 млрд долларов
в течение 10 лет на снижение угрозы оружия массового уничтожения. Достигнута договорённость расширить работу врамках
Инициативы по безопасности в области распространения.
Большая Восьмёрка призвала Иран «быстро и в полном объёме» выполнить международные обязательства перед МАГАТЭ по контролю над производством урана.
На саммите было поддержано «стратегическое решение» Ливии отказаться от оружия массового уничтожения. Триполи призвали взаимодействовать с МАГАТЭ.

## Итог
Президент США Джордж Буш назвал саммит «очень успешным». На итоговой конференции он охарактеризовал «Инициативу по безопасности в области распространения» эффективным средством борьбы с оружием массового уничтожения (ОМУ) и средств его доставки.
В ходе двухсторонней беседы американский и российский президенты обсудили широкий спектр вопросов международного сотрудничества между странами.
Среди них — инвентаризация ряда совместных с США проектов, выделение России средств на ликвидацию оружия массового уничтожения и средств его доставки.